# Дуб «Тернопільський»
Дуб «Тернопільський» — вікове дерево, ботанічна пам'ятка природи місцевого значення в Україні.

## Розташування
Зростає в Тернополі на вул. Торговиця, 1 біля гуртожитків Тернопільського кооперативного торговельно-економічного коледжу та медуніверситету.

## Відомості
Оголошений об'єктом природно-заповідного фонду рішенням виконкому Тернопільської обласної ради № 310 від 22 грудня 1987 року з назвою «Тернопільський дуб». Назва на «Дуб „Тернопільський“» уточнена рішенням № 2009 п'ятого скликання 52 сесії Тернопільської обласної ради від 15 жовтня 2015 року.
Перебуває у віданні Тернопільського кооперативного торговельно-економічного коледжу, раніше — у віданні Кооперативного підприємства «Молодіжне».
Площа — 0,01 га.
Під охороною — дуб черещатий понад 100 р. і діаметром 108 см (2008), обхват — 338 см (2017); має історичну, наукову, пізнавальну та естетичну цінність.